# Vilhelm Petersen (maler)
 Der er flere personer med dette navn, se Vilhelm Petersen.
Vilhelm Peter Carl Petersen (født 17. december 1812 i København, død 25. juli 1880) var en dansk landskabsmaler.
Han var søn af vognfabrikant Vilhelm Petersen og dennes første hustru, Petrine født Bruun. Han besøgte Kunstakademiets skoler, blev 1830 elev af modelskolen og lagde sig efter landskabsmaleriet. I 1848 fik han enstemmig Akademiets rejseunderstøttelse som landskabsmaler, men bad på grund af de urolige forhold i Europa om tilladelse til at udsætte sin rejse, således at han først i 1850 forlod Danmark. Over Holland, Tyskland og Tyrol rejste han til Italien, hvor han den længste tid opholdt sig i Rom. Han havde stipendiet i to år og var efter sin hjemkomst fra denne rejse 1852 ikke siden udenlands.
I 1833 udstillede han sit første billede Et parti af Nøddebo, der blev købt af Kunstforeningen; han udstillede temmelig regelmæssigt til 1860, standsede derpå en del år, men udstillede 1873-74 atter nogle landskaber. Fra 1877 modtog han Sødrings Legat med 200 kr. om året. Årsagen til hans pause i produktionen var bl.a. familiemæssige forpligtelser i 1840'erne på grund af faderens sygdom og død samt senere økonomisk nødvendige ansættelser som tegnelærer. Modsat sine samtidige J.Th. Lundbye, P.C. Skovgaard og Vilhelm Kyhn kom Vilhelm Petersen derfor aldrig til at frembringe de store nationalromantiske landskaber, som kunne have sikret hans karriere.
Han skildrede som en af de første Bornholms dramatiske natur og de store jyske hedelandskaber. Petersens sene oeuvre udgøres primært af mindre skitser, heriblandt en del fra den store udlandsrejse 1850-52 og en del motiver fra Nordsjælland, især fra de mange små fiskerlejer.
Den 4. november 1864 ægtede han Sophie Margrethe Sørensen-Groth (6. oktober 1838 i Horsens - 26. juli 1916 på Frederiksberg), adoptivdatter af kaptajn, bogholder Carl Severin Groth (1796-1856) og Sofie Margrethe født Bøtcher (1803-1867). Petersen døde den 25. juli 1880.
Han er begravet på Assistens Kirkegård.

## Værker
- Fuglevad Mølle, Kongens Lyngby (ca. 1834, Øregaard Museum)
- Parti af Fiskerlejet Sletten (1836, privateje)
- Parti i Østerlarsker Sogn (1838, Bornholms Kunstmuseum)
- Højbro med udsigt til Slotsholmen (1839, Københavns Museum)
- Børsgraven set fra havnen, i baggrunden Christiansborg (1842, Københavns Museum)
- Studie af en bunke sten (1843, Statens Museum for Kunst)
- Studie af kirketårne på Sankt Petri Kirke og Vor Frue Kirke (o. 1843, Statens Museum for Kunst)
- Studie af et stød (o. 1845, Statens Museum for Kunst)
- Sandkisten ved Stormbroen med Thorvaldsens Museum i baggrunden (1846, Statens Museum for Kunst)
- Øresund med skibe, ud for Espergærde (1847, Statens Museum for Kunst)
- Marine med skyer (o. 1847, Statens Museum for Kunst)
- Øresund ved Strandmøllen (1848, Statens Museum for Kunst)
- Parti fra Humlebæk fiskerleje (ca 1850, privateje)
- Udsigt fra Humlebæk mod nord (ca 1850, privateje)
- Ponte Nomentano over Tiberen ved Rom (1852, Sorø Kunstmuseum)
- En bådehavn (1854, Statens Museum for Kunst)
- Strandvejen med Tibberup Mølle (1854, Helsingør Kommunes Museer)
- Strandstudie fra Bornholm (Skovgaard Museet)
- Strandmøllen (1855, Øregaard Museum)
- Parti af kanalen mellem Rotterdam og Delft (1857, tidligere Johan Hansens samling)
- Fra Hornbæk Strand (1857, tidligere Johan Hansens samling)
- Torbale ved Gardasøen (1860, tidligere Johan Hansens samling)
- Strandparti ved Øresund (1865, tidligere Johan Hansens samling)
- Skovparti ved å (o. 1868, Randers Kunstmuseum)
- Parti ved Boserup (1869, tidligere Johan Hansens samling)
- Parti fra Egebæksvang (1872, Helsingør Kommunes Museer)
- Fra kysten ved Hornbæk (o. 1875, Bornholms Kunstmuseum)
- Stranden ved Espergærde (o. 1875, Statens Museum for Kunst)

Tegninger i Den Kongelige Kobberstiksamling og Sorø Kunstmuseum